# Валерий Филипов
Валерий Филиппов е руски шахматист, гросмайстор от 1996 г.
През 1995 г. заема 5 м. на руското първенство до 18 години с резултат 6/11 т.

## Турнирни резултати
- 1995 –  Кемерово (1 м.)[2];  Владивосток (3 м. зад Юри Шулман и Виктор Бологан)[3]
- 1996 –  Gistrup (3 м. зад Алексей Александров и Юри Якович)[4]
- 1997 –  Убеда (2 м. зад Александър Халифман)[5];  Корсика (2-3 м. със Сергей Тивяков)[6]
- 1999 –  Бидгошч (1-2 м. с Александър Ваулин)[7];  Свидница (1 м.)[8]
- 2000 – Дубай (1-3 м. с Александър Граф и Алексей Кузмин)[9]
- 2004 –  Москва (2-3 м. с Рафаел Ваганян и еднакъв брой точки с победителя Сергей Рубльовски на „Аерофлот Оупън“)